# Дрейк Береговський
Дрейк Береговський (англ. Drake Berehowsky, нар. 3 січня 1972, Торонто) — канадський хокеїст, що грав на позиції захисника. Згодом — хокейний тренер.
Провів понад 500 матчів у Національній хокейній лізі.

## Ігрова кар'єра
Хокейну кар'єру розпочав 1988 року виступами за команду «Кінгстон Рейдерс» (ОХЛ).
1990 року був обраний на драфті НХЛ під 10-м загальним номером командою «Торонто Мейпл-Ліфс». На контракті в «кленових» Дрейк перебував до сезону 1994/95, після чого, як вільний агент перейшов до «Піттсбург Пінгвінс». Треба відзначити, що як і з «Мейпл-Ліфс», так і в складі «пінгвінів» Береговський більшість часу виступав за фарм-клуби. 
У сезоні 1997/98 захищає кольори «Едмонтон Ойлерс», наприкінці сезону його разом з Грегом де Врісом та Еріком Фічадом обміняли на двох гравців «Нашвілл Предаторс» Михайла Шталенкова та Джима Дауда. Після трьох сезонів у складі «хижаків» Дрейк знову потрапляє під обмін між клубами, цього разу разом з Денисом Педерсеном вирушив до «Ванкувер Канакс» у зворотному напрямку перейшли Тодд Воррінер, Тревор Летовскі та Тайлер Бук. 
З 2002 по 2003 захищав кольори «Фінікс Койотс», сезон  2003/04 провів у двох клубах, спочатку за «Піттсбург Пінгвінс», а завершив у «Торонто Мейпл-Ліфс».
Загалом провів 571 матч у НХЛ, включаючи 22 гри плей-оф Кубка Стенлі.
З 2004 виступав в Європі в складі шведського «Шеллефтео» та німецького «Айсберен Берлін». У складі останнього став чемпіоном Німеччини, після чого вирішив завершити кар'єру.

## Тренерська робота
Три сезони Дрейк був асистентом головного тренера «Пеорія Райвермен» (АХЛ). 
19 червня 2012, призначений головним тренером «Орландо Солар Бірс» (ХЛСУ).
4 червня 2013, Береговський призначений головним тренером «Летбридж Гаррікейнс» (ЗХЛ). 9 грудня 2014, звільнений через найгірші за останні 47 років результати.
З 2015 один з тренерів «Садбері Вулвс» (ОХЛ), а з 14 листопада 2016 головний тренер команди «Орландо Солар Бірс».

## Статистика
| Сезон        | Клуб                   | Ліга         | Регулярний сезон | Регулярний сезон | Регулярний сезон | Регулярний сезон | Регулярний сезон | Плей-оф | Плей-оф | Плей-оф | Плей-оф | Плей-оф |
| Сезон        | Клуб                   | Ліга         | І                | Г                | П                | О                | ШХ               | І       | Г       | П       | О       | ШХ      |
| ------------ | ---------------------- | ------------ | ---------------- | ---------------- | ---------------- | ---------------- | ---------------- | ------- | ------- | ------- | ------- | ------- |
| 1988–89      | «Кінгстон Рейдерс»     | ОХЛ          | 63               | 7                | 39               | 46               | 85               | —       | —       | —       | —       | —       |
| 1989–90      | «Кінгстон Фронтенакс»  | ОХЛ          | 9                | 3                | 11               | 14               | 28               | —       | —       | —       | —       | —       |
| 1990–91      | «Кінгстон Фронтенакс»  | ОХЛ          | 13               | 5                | 13               | 18               | 38               | —       | —       | —       | —       | —       |
| 1990–91      | «Норт-Бей Сентенніалс» | ОХЛ          | 26               | 7                | 23               | 30               | 51               | 10      | 2       | 7       | 9       | 21      |
| 1990–91      | «Торонто Мейпл-Ліфс»   | НХЛ          | 8                | 0                | 1                | 1                | 25               | —       | —       | —       | —       | —       |
| 1991–92      | «Норт-Бей Сентенніалс» | ОХЛ          | 62               | 19               | 63               | 82               | 147              | 21      | 7       | 24      | 31      | 22      |
| 1991–92      | «Сент-Джон Мейпл-Ліфс» | АХЛ          | —                | —                | —                | —                | —                | 6       | 0       | 5       | 5       | 21      |
| 1991–92      | «Торонто Мейпл-Ліфс»   | НХЛ          | 1                | 0                | 0                | 0                | 0                | —       | —       | —       | —       | —       |
| 1992–93      | «Сент-Джон Мейпл-Ліфс» | АХЛ          | 28               | 10               | 17               | 27               | 38               | —       | —       | —       | —       | —       |
| 1992–93      | «Торонто Мейпл-Ліфс»   | НХЛ          | 41               | 4                | 15               | 19               | 61               | —       | —       | —       | —       | —       |
| 1993–94      | «Сент-Джон Мейпл-Ліфс» | АХЛ          | 18               | 3                | 12               | 15               | 40               | —       | —       | —       | —       | —       |
| 1993–94      | «Торонто Мейпл-Ліфс»   | НХЛ          | 49               | 2                | 8                | 10               | 63               | —       | —       | —       | —       | —       |
| 1994–95      | «Торонто Мейпл-Ліфс»   | НХЛ          | 25               | 0                | 2                | 2                | 15               | —       | —       | —       | —       | —       |
| 1994–95      | «Піттсбург Пінгвінс»   | НХЛ          | 4                | 0                | 0                | 0                | 13               | 1       | 0       | 0       | 0       | 0       |
| 1995–96      | «Клівленд Ламберджекс» | ІХЛ          | 74               | 6                | 28               | 34               | 141              | 3       | 0       | 3       | 3       | 6       |
| 1995–96      | «Піттсбург Пінгвінс»   | НХЛ          | 1                | 0                | 0                | 0                | 0                | —       | —       | —       | —       | —       |
| 1996–97      | «Кароліна Монархс»     | АХЛ          | 49               | 2                | 15               | 17               | 55               | —       | —       | —       | —       | —       |
| 1996–97      | «Сан-Антоніо Драгонс»  | ІХЛ          | 16               | 3                | 4                | 7                | 36               | —       | —       | —       | —       | —       |
| 1997–98      | «Гамільтон Бульдогс»   | АХЛ          | 8                | 2                | 0                | 2                | 21               | —       | —       | —       | —       | —       |
| 1997–98      | «Едмонтон Ойлерс»      | НХЛ          | 67               | 1                | 6                | 7                | 169              | 12      | 1       | 2       | 3       | 14      |
| 1998–99      | «Нашвілл Предаторс»    | НХЛ          | 74               | 2                | 15               | 17               | 140              | —       | —       | —       | —       | —       |
| 1999–00      | «Нашвілл Предаторс»    | НХЛ          | 79               | 12               | 20               | 32               | 87               | —       | —       | —       | —       | —       |
| 2000–01      | «Нашвілл Предаторс»    | НХЛ          | 66               | 6                | 18               | 24               | 100              | —       | —       | —       | —       | —       |
| 2000–01      | «Ванкувер Канакс»      | НХЛ          | 14               | 1                | 1                | 2                | 21               | 4       | 0       | 0       | 0       | 12      |
| 2001–02      | «Ванкувер Канакс»      | НХЛ          | 25               | 1                | 2                | 3                | 18               | —       | —       | —       | —       | —       |
| 2001–02      | «Фінікс Койотс»        | НХЛ          | 32               | 1                | 4                | 5                | 42               | 5       | 0       | 1       | 1       | 4       |
| 2002–03      | «Спрингфілд Фелконс»   | АХЛ          | 2                | 0                | 0                | 0                | 0                | —       | —       | —       | —       | —       |
| 2002–03      | «Фінікс Койотс»        | НХЛ          | 7                | 1                | 2                | 3                | 27               | —       | —       | —       | —       | —       |
| 2003–04      | «Піттсбург Пінгвінс»   | НХЛ          | 47               | 5                | 16               | 21               | 50               | —       | —       | —       | —       | —       |
| 2003–04      | «Торонто Мейпл-Ліфс»   | НХЛ          | 9                | 1                | 2                | 3                | 17               | —       | —       | —       | —       | —       |
| 2004–05      | «Шеллефтео»            | ХА           | 8                | 1                | 0                | 1                | 49               | —       | —       | —       | —       | —       |
| 2005–06      | «Сан-Антоніо Ремпедж»  | АХЛ          | 18               | 0                | 1                | 1                | 23               | —       | —       | —       | —       | —       |
| 2005–06      | «Айсберен Берлін»      | ДХЛ          | 19               | 3                | 12               | 15               | 18               | 11      | 1       | 1       | 2       | 12      |
| Усього в ОХЛ | Усього в ОХЛ           | Усього в ОХЛ | 173              | 41               | 149              | 190              | 349              | 31      | 9       | 31      | 40      | 43      |
| Усього в НХЛ | Усього в НХЛ           | Усього в НХЛ | 549              | 37               | 112              | 149              | 848              | 22      | 1       | 3       | 4       | 30      |